# František Šmahel

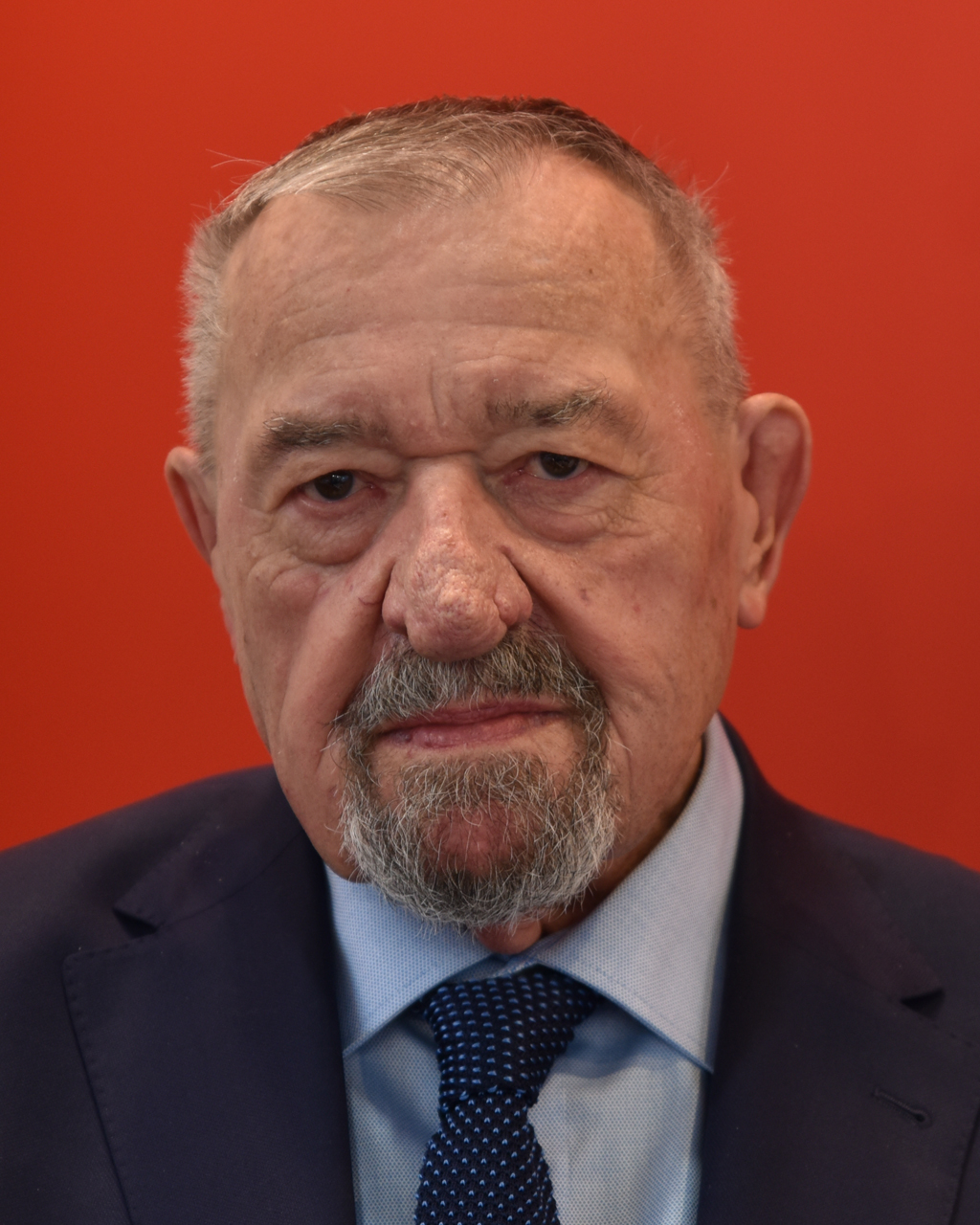
František Šmahel (2024)

František Šmahel (* 17. August 1934 in Trhová Kamenice; † 5. Januar 2025) war ein tschechischer Historiker. Seine 2002 veröffentlichte dreibändige Geschichte der Hussitischen Revolution gilt als Standardwerk.

## Leben und Wirken
František Šmahel legte 1953 am Gymnasium in Chrudim das Abitur ab. Von 1953 bis 1954 war er Bergarbeiter in Ostrava. Von 1954 bis 1959 studierte Šmahel an der Karls-Universität Prag. 1963 wurde er promoviert. Von 1959 bis 1963 war er Direktor des Städtischen Museums in Litvínov. Von 1964 bis 1974 war er wissenschaftlicher Mitarbeiter am Institut für Geschichte der Tschechoslowakischen Akademie der Wissenschaften. Nach der gewaltsamen Niederschlagung des Prager Frühlings musste er seine wissenschaftliche Tätigkeit aufgeben. Von 1975 bis 1979 verdiente er sich seinen Lebensunterhalt als Straßenbahnfahrer. Von 1980 bis 1989 war er Historiker im Hussiten-Museum in Tábor. Von 1990 bis 1998 war er Direktor am Institut für Geschichte der Tschechoslowakischen Akademie der Wissenschaften (seit 1992 Akademie der Wissenschaften der Tschechischen Republik). In diesem Zeitraum erfolgte 1991 seine Habilitation an der Karls-Universität in Prag. Dort wurde er 1995 Professor für Geschichte. Von 1998 bis 2004 war Šmahel Direktor des Zentrums für Mittelalter-Studien und wurde 2004 stellvertretender Direktor.
Šmahel galt als einer der besten Kenner des böhmischen Mittelalters. Sein Schwerpunkt lag auf dem Spätmittelalter. Dabei konzentrierte er sich thematisch auf die Hussitische Revolution. Anfang der 1990er Jahre erschien die vierbändige Monografie Die hussitische Revolution. Die 2002 veröffentlichte dreibändige deutsche Übersetzung dazu gilt als Standardwerk. Sie fand Aufnahme in der angesehenen Reihe der Monumenta Germaniae Historica. Seit den 1960er Jahren hat Šmahel wesentlichen Anteil daran, dass die in der tschechischen Geschichtswissenschaft intensiv betriebene Erforschung der mittelalterlichen Geschichte der Karls-Universität Prag auch in Deutschland fortgesetzt wurde. Šmahel hat mehrere seiner zunächst auf Tschechisch veröffentlichten Arbeiten auch auf Deutsch, Englisch oder Französisch publiziert. Seine Bedeutung als Wissenschaftler kam erst nach 1989 zur Geltung. Im Jahr 2006 erschien von Šmahel in tschechischer und 2014 in englischer Übersetzung eine Arbeit über den Besuch, den Kaiser Karl IV. seinem Neffen, dem französischen König Karl V., Weihnachten 1377/78 abstattete. Er legte 2013 anlässlich des 700. Todestages von Jan Hus eine grundlegende Biographie über den böhmischen Reformator vor. Im Jahr 2019 legte er eine umfassende Untersuchung und Edition zu den Basler Kompaktaten vor.
Für seine Forschungen wurden Šmahel zahlreiche wissenschaftliche Ehrungen und Mitgliedschaften zugesprochen. 1990 erhielt er den Max-Planck-Forschungspreis. Im Sommersemester 1993 hatte er die Otto-von-Freising-Gastprofessur an der Katholischen Universität Eichstätt-Ingolstadt inne. 1994/95 war er Forschungsstipendiat am Historischen Kolleg in München. 1996 bekam er den Hans-Sigrist-Preis der Universität Bern. 1997 wurde er zum Korrespondierenden Mitglied (Corresponding Fellow) der British Academy gewählt. 2003 wurde er Korrespondierendes Mitglied der Zentraldirektion der Monumenta Germaniae Historica. 2004 wurde ihm die Silbermedaille der Karls-Universität verliehen. 2007 wurde er Corresponding Fellow der Medieval Academy of America. 2013 erhielt er den Wissenschaftspreis „Česká hlava“ („Tschechischer Kopf“) für sein Lebenswerk. Ihm wurden Ehrendoktorwürden von der Universität Hradec Králové und der Südböhmischen Universität České Budějovice verliehen.
Am 2. September 2024 wurde ein Asteroid nach ihm benannt: (128242) Šmahel. Am 5. Januar 2025 starb er im Alter von 90 Jahren.

## Schriften (Auswahl)
Monographien
- Die Hussitische Revolution (= Monumenta Germaniae Historica. Bd. 43). 3 Bde., Hahn, Hannover 2002.
- Cesta Karla IV. do Francie 1377–1378 [Die Reise Karls IV. nach Frankreich 1377–1378]. Argo Verlag, Prag 2006, ISBN 80-7203-765-X.
- Die Prager Universität im Mittelalter. Gesammelte Aufsätze = The Charles University in the Middle Ages. Selected studies (= Education and society in the Middle Ages and Renaissance. Bd. 28). Brill, Leiden 2007, ISBN 978-90-04-15488-9.
- Jan Hus. Život a dílo (= Edice Ecce homo. Bd. 19). Argo, Prag 2013, ISBN 978-80-257-0875-0.
- The Parisian Summit, 1377–78. Emperor Charles IV and King Charles V of France. Karolinum, Prag 2014, ISBN 978-80-246-2522-5.
- Die Basler Kompaktaten mit den Hussiten (1436). Untersuchung und Edition (= Monumenta Germaniae Historica. Studien und Texte. Bd. 65). Harrassowitz, Wiesbaden 2019, ISBN 978-3-447-11179-9.

Aufsatzsammlung
- Europas Mitte in Bewegung. Die böhmischen Länder im Hoch- und Spätmittelalter (= Veröffentlichungen des Collegium Carolinum. Bd. 143). Vandenhoeck & Ruprecht, Göttingen 2021, ISBN 978-3-525-31732-7 (Sammlung von Aufsätzen, die Šmahel zwischen 1984 und 2017 veröffentlicht hatte).

Herausgeberschaften
- Häresie und vorzeitige Reformation im Spätmittelalter (= Schriften des Historischen Kollegs. Kolloquien. Bd. 39). Oldenbourg, München 1998, ISBN 3-486-56259-2 (Digitalisat)